# 雷德里弗鎮區 (阿肯色州范布倫縣)
雷德里弗鎮區（英語：Red River Township）是位於美國阿肯色州范布倫縣的一個行政鎮區。

## 地方資料
雷德里弗鎮區的面積為50.93平方千米，當中陸地面積為28.30平方千米，而水域面積為22.63平方千米。根據2010年美國人口普查的數據，當地共有人口447人，而人口密度為每平方千米8.78人。